# Азатское (озеро)
Аза́тское (устар. Азацкое, Озацкое) — проточное озеро в Вологодской области России. Является частью «Лозско-Азатского озера», состоящего из несколько озёр, соединённых между собой проливами.
Расположено на Белозерской гряде, в границах Белозерского района, к югу от озера Белого и районного центра — города Белозерска, на высоте 127 метров над уровнем моря.
Вдоль берегов озера расположены населённые пункты Антушевского сельского поселения.
На покрытом лесом полуострове площадью до 2 км² в южной части озера находится памятник природы — «Васькин бор». Другой полуостров расположен между озёрами Азатским, Лозским и Моткозером, площадь его территории — около 7 км².
Большая часть дна покрыта илом. В донных отложениях содержатся железорудные накопления, являющиеся показателем относительной молодости водоёма и чистоты его воды.
Основными представителями ихтиофауны водоёма являются снеток, судак, лещ, язь, окунь, плотва. Заселена пелядь.

## Бассейн
Площадь озера составляет 19 км², входит в десятку крупнейших озёр Вологодской области, занимая 7-е место. Площадь водосборного бассейна — 471 км². Средняя глубина — 6,1 м, наибольшая — 12 м.
Соединяется по протокам с озёрами: Лозским на севере и Радионским на юго-востоке.

## Данные водного реестра
По данным государственного водного реестра России и геоинформационной системы водохозяйственного районирования территории РФ, подготовленной Федеральным агентством водных ресурсов:
- Бассейновый округ — Верхневолжский
- Речной бассейн — (Верхняя) Волга до Куйбышевского водохранилища (без бассейна Оки)
- Речной подбассейн — Реки бассейна Рыбинского водохранилища
- Водохозяйственный участок — Шексна от истока (включая озеро Белое) до Череповецкого гидроузла
- Код водного объекта — 08010200311110000004288[3]